# フリッツ・カウフマン
フリッツ・カウフマン（Fritz Kaufmann、1905年4月15日 - 1941年1月）は、スイス、ベルン州グリンデルヴァルト出身の元スキージャンプ、ノルディック複合選手。1930年代に活躍した。

## プロフィール
1931年の世界選手権でビルゲル・ルート（ノルウェー）に次いで銀メダルを獲得した。
1932年レークプラシッドオリンピックではスキージャンプで6位、ノルディック複合で23位となった。